# 孔彦绳
孔彥繩，字朝武，明朝浙江承宣布政使司衢州府西安县（今浙江省衢州市）人，孔子五十九代孙。

## 生平
南宋建炎年间，衍聖公孔端友扈从宋高宗南渡，定居衢州。宋高宗命以州學為家廟，賜田五頃，以奉祭祀。五傳至孔洙入元。忽必烈命他回到曲阜襲封，孔洙讓爵曲阜孔治。弘治十八年（1505年），衢州知府沈傑上奏，衢州孔廟，自孔洙讓爵之後，衣冠禮儀，如同平民。今查訪到孔洙之六世孫孔彥繩，請授给他职官，主持祭祀之事。其先世祭田，洪武初年，朝廷对收成少的田亩开始征收赋税，后来改征重税。请求仍然改回轻税，用来供给祭祀的费用。朝廷同意。正德元年（1506年）授孔彥繩翰林院五經博士，子孫世襲，並減少其祭田之稅。

## 子孙
- 孔承美，字永實，正德十四年襲
  - 孔弘章，字以達，嘉靖二十六年襲
    - 孔聞音，字知政，万历五年襲
      - 孔貞運，字用行，万历四十三年襲
        - 孔尚，早殁未袭
          - 孔衍桢，顺治九年二月以孙袭，康熙三十七年六月十四日卒
            - 孔兴燦，孔衍桢嫡长子，早殁未袭
              - 孔毓培，早殁未袭
                - 孔传钟，康熙三十八年十月以曾孙袭，康熙四十年正月初六卒

            - 孔兴燫，孔衍桢嫡次子，康熙四十一年十月二十日到任，康熙五十二年二月十五日卒
              - 孔毓垣，康熙五十三年二月十二日到任，雍正十二年五月二十八日卒
                - 孔传锦，雍正十三年七月二十一日到任，乾隆五十年三月二十三日卒
                  - 孔继涛，乾隆五十四年闰五月十二日卒，病故未袭
                    - 孔广杓，嘉庆二年正月二十一日到任，嘉庆二十年五月初五卒
                      - 孔昭烜，嘉庆二十五年袭，道光十三年六月初二卒
                        - 孔宪坤，道光十九年八月初六到任，八月二十二日卒
                        - 孔宪堂，道光二十年先行主奉祀事，咸丰五年十月十七日卒，未赴部考试；病故未袭

                  - 孔继洙
                    - 孔广槐
                      - 孔昭熙
                        - 孔宪型
                          - 孔庆镛，咸丰六年承继孔宪坤，咸丰九年四月十一岁夭殇，未袭
                          - 孔庆寿，咸丰九年承继孔宪坤，同治三年八月二十七日十四岁夭亡，未袭
                          - 孔庆仪，同治三年七月生，十月承继孔宪坤，宣统三年八月初一任事，民国三年改称奉祀官，民国十三年一月三十一日卒	
                            - 孔繁豪，民国十四年五月二十七发奉祀官执照，民国三十三年十月病故
                            - 孔繁英
                              - 孔祥楷，民国三十三年承继孔繁豪，为奉祀官，民国三十八奉祀官制终止[2]